# Cytheropteron suzdalskyi
Cytheropteron suzdalskyi är en kräftdjursart som beskrevs av Lev 1972. Cytheropteron suzdalskyi ingår i släktet Cytheropteron och familjen Cytheruridae. Inga underarter finns listade i Catalogue of Life.